# Ordine di San Luigi

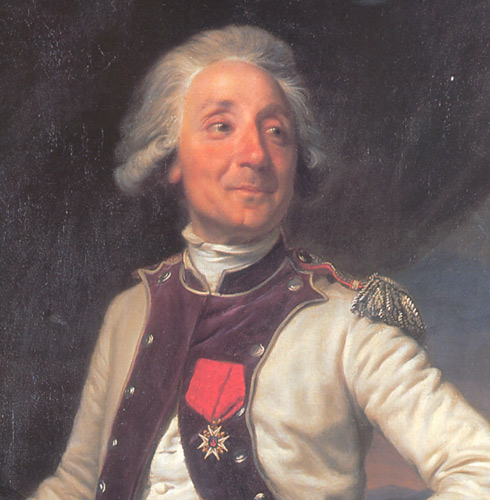
Jean-Baptiste Symon de Solémy con le insegne di Cavaliere dell'Ordine di San Luigi.

Il Reale e Militare Ordine di San Luigi (in francese: Ordre Royal et Militaire de Saint-Louis) fu un ordine cavalleresco militare francese fondato il 5 aprile 1693 da Luigi XIV e traente il nome da San Luigi (Luigi IX "il Santo"). Esso venne riservato come ricompensa per ufficiali meritevoli, ed è noto solitamente per essere stata la prima decorazione ad essere ammessa anche per i non nobili. Esso è considerato l'antenato della legion d'onore, con le medesime funzioni.

## Insegne
|           |              |                         |
| Medaglie  |              |                         |
|           |              |                         |
| Nastri    |              |                         |
| Cavaliere | Commendatore | Cavaliere di Gran Croce |

## Regolamentazione
Il re di Francia era il Gran Maestro dell'Ordine e il delfino ne era automaticamente membro dalla nascita. L'Ordine era composto di tre classi:
- Cavaliere di Gran Croce
- Commendatore
- Cavaliere

L'intero ordine comprendeva un massimo di 8 Gran Croci, 28 Commendatori ed un numero variabile di Cavalieri e, oltre al Gran Maestro, ammetteva anche le cariche di Tesoriere, Registratore e Usciere Gentiluomo.
La medaglia dell'ordine era costituita da un ritratto di San Luigi circondato dal motto latino « LUD(OVICUS) M(AGNUS) IN(STITUIT) 1693 » ("Luigi il Grande lo istituì nel 1693"). I cavalieri portavano questa decorazione sul petto in forma di medaglia, i commendatori vestivano una fascia rossa dalla spalla destra al lato sinistro del corpo, terminante in una medaglia appesa al fianco, mentre le gran croci portavano la fascia ed una placca sulla parte sinistra del petto. L'assemblea generale dell'Ordine si teneva annualmente il 25 agosto, festa di San Luigi, nel palazzo reale.
Come si è detto la nobiltà non era una prerogativa richiesta per l'ordine; ad ogni modo era obbligatorio essere cristiani cattolici ed aver prestato almeno dieci anni di servizio come ufficiale nell'esercito o nella marina. I membri dell'Ordine ricevevano una pensione. L'ereditarietà nobiliare era garantita anche ai figli ed ai nipoti. Un'altra decorazione, la Istituzione al Merito Militare, venne creata per gli ufficiali protestanti al servizio del Re di Francia.

## Storia
Sino alla morte di Luigi XIV l'ordine veniva conferito solo agli ufficiali in pensione, ma dopo di lui le medaglie vennero concesse sempre più spesso ad ufficiali ancora in servizio. Il 1º gennaio 1791, nel corso della rivoluzione francese, il decreto cambiò il nome dell'ordine in Decorazione Militare, sin quando non venne definitivamente abolito il 15 ottobre 1792.
Uno dei primi atti di Luigi XVIII fu quello di restaurare l'Ordine di San Luigi, concedendolo agli ufficiali dell'esercito regio e di quello imperiale che si fossero distinti per vicinanza alla causa monarchica. Nel 1830 il nuovo Re, Luigi Filippo, abolì l'Ordine, che non venne mai ricreato.

## Decreto di costituzione di Sua Maestà il Re Luigi XIV di Francia
Luigi, per Grazia di Dio Re di Francia e Navarra, ecc., a tutti i presenti ed ai posteri dichiara:
Gli ufficiali delle Nostre truppe che si siano distinti in molte azioni militari, dimostrando considerevoli virtù e coraggio, nella conquista che è piaciuta a Dio benedire in giustizia delle Nostre armi, Noi abbiamo stabilito che sia necessario ricompensarli per il loro zelo e per la loro fedeltà.
Con questo intento abbiamo deciso di fondare un Ordine puramente militare col quale, oltre agli altri segni esteriori d'onore che vi sono associati, Noi potremo garantire a costoro una pensione commisurata al loro coraggio.
Abbiamo stabilito che solo gli ufficiali in servizio nel Nostro esercito potranno godere di questo Ordine e che questa sarà una delle prerogative per esservi ammessi. Noi potremo inoltre, in futuro, prestare particolare attenzione nell'aumentare i vantaggi derivati dall'appartenere a quest'Ordine, di modo da soddisfare le esigenze dei Nostri ufficiali, e che anche in altre mani sia garantito il valore e il rinnovato ardore col quale essi si sono battuti nelle loro azioni.
Secondo questi crismi, con il parere favorevole del Consiglio di Stato e della Nostra certa coscienza, in pieno potere ed autorità reali, abbiamo creato, istituito ed eretto, il Nostro Ordine militare al nome di San Luigi, e con le forme, gli statuti, le ordinanze e le regole che seguono: [...]

## Membri illustri
- Gilles Charles des Nos, ammiraglio.
- Louis-Auguste-Augustin d'Affry, maresciallo di campo delle guardie svizzere di Luigi XVI.
- Gilbert du Motier de La Fayette, generale francese.
- Jean de Nanteuil, camerlengo del re di Francia.
- Jean-Baptiste Naudin, ingegnere presso la corte francese.